# Mike Lapper
Michael Steven Lapper (ur. 28 sierpnia 1970 w Redondo Beach) – były amerykański piłkarz występujący na pozycji obrońcy, uczestnik finałów Mistrzostw Świata w piłce nożnej 1994.

## College
Lapper w czasach college'u grał w klubie North Huntington Beach Untouchables. Jednym z jego kolegów z drużyny był Joe-Max Moore. Po rozpoczęciu nauki na Uniwersytecie Kalifornijskim od 1988 do 1991, reprezentował swoją uczelnię. Zdobył z nią mistrzostwo NCAA w 1990. Bronił wtedy również barw miejscowego Los Angeles Heat, z którym dwukrotnie triumfował w Western Soccer League.

## Kariera reprezentacyjna
Lapper zadebiutował w kadrze narodowej 7 kwietnia 1991 roku przeciwko Korei Południowej.
Reprezentował swój kraj na igrzyskch panamerykańskich w 1991, Olimpiadzie w 1992 i Copa América 1995. Gdy Bora Milutinović zmienił ustawienie obrony, Lappera w pierwszym składzie zastąpił Alexi Lalas. Drużyna awansowała do drugiej rundy, ale Mike podczas turnieju nie zagrał ani minuty.
Wystąpił natomiast w kilku spotkaniach pod koniec 1994 i na początku 1995 roku, a jego ostatnim meczem w reprezentacji była porażka ze Szwecją 16 sierpnia 1995. Ogółem, w drużynie narodowej rozegrał 44 mecze, strzelając jednego gola.

## Europa
Lapper rozpoczął profesjonalną karierę zawodniczą w 1994 w barwach niemieckiego VFL Wolfsburg, dla którego w debiucie zdobył bramkę. W pierwszym składzie grał jednak tylko za kadencji trenera Eckharda Krautzuna. Kiedy zmienił go Gerd Roggensack, Amerykanin wylądował na trybunach. Wolfsburgowi tymczasem nie udało się awansować do Bundesliga. W 1995 Lapper na swoją prośbę przeszedł do Southend United za 100 tys. dolarów. Dwa lata później wrócił do Stanów, aby podpisać kontrakt z Major League Soccer.

## Powrót do USA
Po powrocie do ojczyzny, Lapper został przydzielony do Columbus Crew. W barwach tego klubu rozegrał 110 spotkań, strzelił 5 goli i asystował 10 razy.

## Poza boiskiem
Po zakończeniu kariery w 2002 dołączył do kierownictwa Columbus Crew jako dyrektor ds. rozwoju piłki nożnej. W nowej pracy skupia się na rozbudowie obozów treningowych drużyny, klinik medycznych i akademii piłkarskich.